# جسر إيشيما أوهاشي
جسر إيشيما أوهاشي (باليابانية: 江島大橋) هوَ جسر ذو إطار صلب فوق بحيرة ناكومي في اليابان حيثُ يَربط مدينة ماتسوا في محافظة شيمانه مع مدينة ساكايميناتو في محافظة توتوري. تم بناء هذا الجِسر بين عامي 1997 وَ2004، ويُعتبر ثالث أطول جسر ذو إطار صلب في العالم وأطول جسر ذو إطار صلب في اليابان. انتشرَ عدد كبير من صور هذا الجِسر على الإنترنت وذلك بسبب ظهور الجسر بشكل حاد جداً من المسافات القريبة، ولكن في الواقع جوانب الجِسر في شيماني تنحدر بمعدل 6.1% أما من جانب توتوري 5.1%.

## معرض الصُور

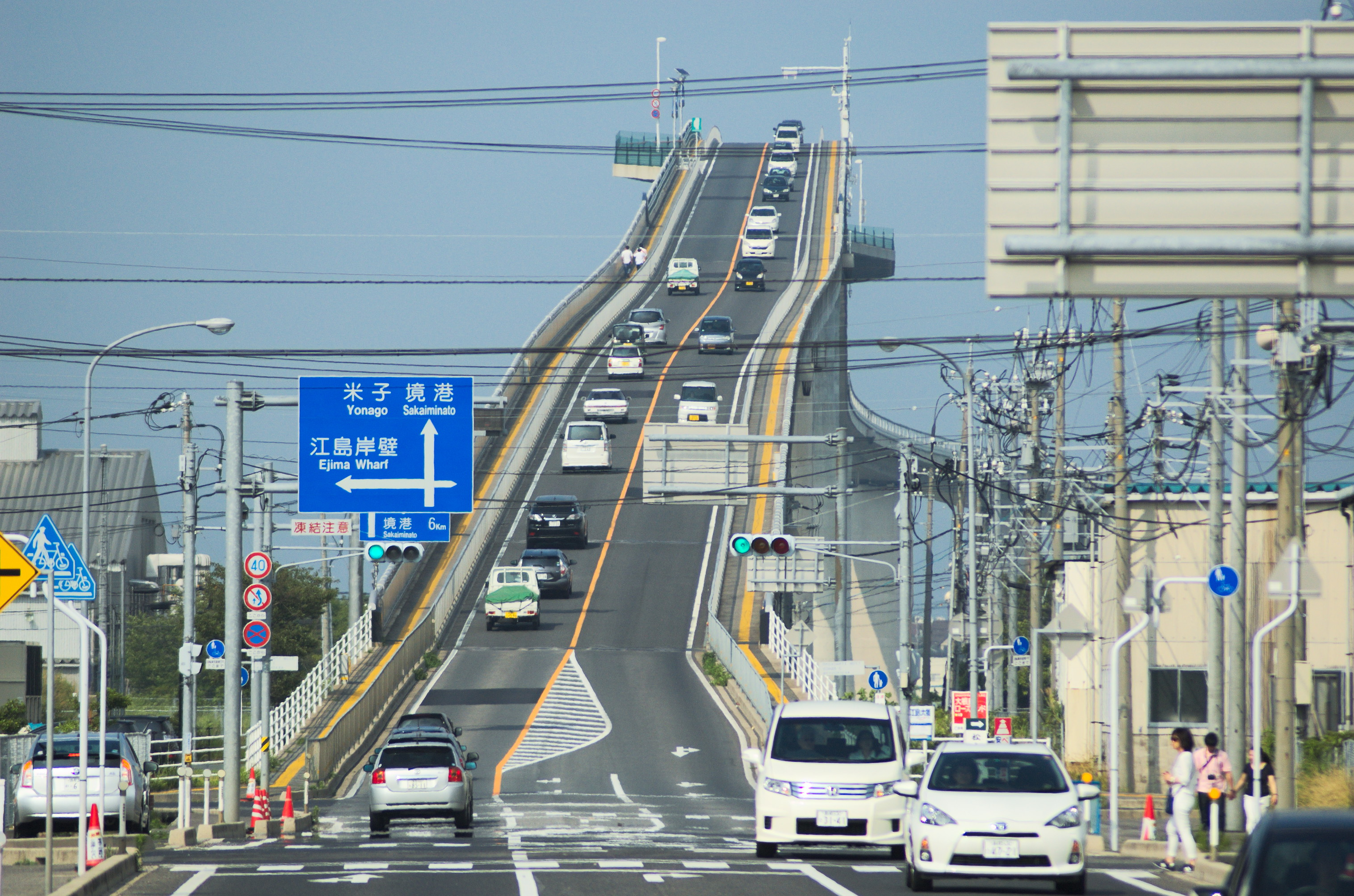
صُورة تظهر مدخل الجسر من ناحية شيمانه